# Diaries of a Spaceport Janitor
Diaries of a Spaceport Janitor es un videojuego anti-aventura desarrollado por Sundae Month y publicado por tinyBuild. El juego se lanzó en Steam el 16 de septiembre de 2016.

## Jugabilidad
El personaje controlado por el jugador es una conserja en un bazar con temática de ciencia ficción. El personaje del jugador debe recoger e incinerar la basura.

## Desarrollo y trama
Diaries of a Spaceport Janitor fue creado a la luz de la controversia Gamergate, donde la desarrolladora de videojuegos Zoe Quinn fue acosada repetidamente por proyectos no convencionales. La desarrolladora Isobel Shasha dijo:
"Obviamente, [el acoso] no era algo nuevo. Todos sabíamos que estaba sucediendo. Nos sentíamos bastante desencantados con ciertos aspectos de la comunidad. Creo que es imposible, en cierto nivel, separar ciertas cuestiones culturales sobre los espacios de juego de los juegos en sí. Tuvimos muchas conversaciones sobre cuáles son las expectativas de los jugadores y cómo podemos subvertir, jugar con ellas o directamente joder con las expectativas".
El papel del jugador como conserja que nunca escapa de su rutina original, los abusos habituales de poder por parte de la fuerza policial del juego y las interacciones con personajes no jugadores están pensados como metáforas del capitalismo.
Además, el juego contiene temas de experiencia transgénero y de salud mental. La calavera que sigue al jugador inmediatamente después de terminar la introducción es una metáfora de la depresión, así como de cualquier experiencia personal del jugador con la enfermedad mental. Para evitar que el campo de visión del jugador se vuelva borroso, éste debe comprar regularmente “género”, una metáfora de la disforia.

## Recepción
Los temas y la narrativa del juego fueron elogiados por ser "una fantasía de poder inversa"; incluso se los comparó con Papers, Please y Cart Life, aunque solo fuera "con una estética más feliz". El juego tiene una puntuación en Metacritic de 69. Su mecánica de "género" le permitió ser colocada en el "Queer Games Bundle" en Steam.